# Sauron
Sauron (in quenya, letteralmente, "l'Aborrito") è un personaggio di Arda, l'universo immaginario creato dallo scrittore inglese J. R. R. Tolkien. È il principale antagonista della trilogia Il Signore degli Anelli, ma appare anche nella trilogia Il Silmarillion, nei Racconti incompiuti e viene menzionato anche nella trilogia Lo Hobbit.
Ne Il Signore degli Anelli, Sauron è l'Oscuro Signore di Mordor (The Dark Lord of Mordor), un essere angelico malvagio e potentissimo, il più potente servo di Morgoth e creatore dell'Unico Anello trovato ne Lo Hobbit da Bilbo Baggins e poi ereditato da Frodo Baggins. Prima degli eventi de Il Signore degli Anelli, Sauron fu sconfitto da Isildur e perse l'Unico Anello, ma riuscì a scampare alla morte. Durante la Guerra dell'Anello egli ritorna con l'obiettivo di concludere il suo operato, ovvero quello di conquistare la Terra di Mezzo e poi il mondo intero, assoggettandone gli abitanti. Il personaggio viene definitivamente sconfitto alla fine de Il Signore degli Anelli quando Gollum distrugge l'Unico Anello, cadendo con esso nelle fiamme del Monte Fato, luogo in cui l'oggetto era stato forgiato.
Sauron viene citato nei Racconti Incompiuti e ne Il Silmarillion, nei quali vengono aggiunti dettagli sulle sue origini e su alcuni fatti antecedenti la trama de Il Signore degli Anelli, principalmente ambientati durante la Prima e la Seconda Era. In Lo Hobbit Sauron viene indicato come "il Negromante".

## Concezione e sviluppo
Nei Racconti perduti, il ruolo di Sauron è assunto, nel racconto di Tinúviel, da Tevildo, un Principe dei Gatti mostruoso posseduto da uno spirito demoniaco.
Tolkien in verità non è mai stato chiaro sulla razza di Sauron. In The Complete Guide to Middle-earth di Robert Foster, l'autore sosteneva che Sauron fosse un Elda, vale a dire un Elfo. Wystan Hugh Auden sostenne, invece, che Sauron fosse un Vala. L'uscita de Il Silmarillion stabilì infine la razza del personaggio come un Maia, un essere angelico sottoposto ai Valar, gli dèi su Arda.

## Biografia del personaggio

### Origini
(J. R. R. Tolkien, Il Silmarillion)
Il suo vero nome in origine era Mairon, "l'Ammirabile" ed era un Maia, uno spirito "angelico" della mitologia creata da Tolkien. Fu in origine un potente servo di Aulë il Fabbro, uno spirito più possente, uno dei Valar, o Custodi del Mondo e grande rimase la sua scienza nei saperi tradizionali che appartenevano a quel popolo. Ad ogni modo, Mairon fu presto irretito dall'Ainu votato al Male, Melkor (più tardi conosciuto come Morgoth), e diventò una creatura malvagia.
Da quel momento gli fu attribuito il nome di Sauron, storpiatura del nome originale che in Quenya significa letteralmente "l'Aborrito". Questo avveniva prima della distruzione di Almaren e da allora fino alla fine della Prima Era Sauron servì Morgoth fedelmente come suo secondo in comando. Successivamente egli tenterà sempre di diventare potente come il suo maestro, ma non commise i suoi stessi errori; infatti, mentre Morgoth voleva distruggere Arda stessa (annientando prima di tutto le opere costruite dai Valar su di essa), il desiderio di Sauron era di conquistare il mondo intero (Arda) e dominare la mente e la volontà di tutti i suoi popoli, diventando un Dio Re. Le sue mire si concentravano in particolare sulla Terra di Mezzo, ma Sauron in origine intendeva persino conquistare Valinor: per questo motivo spinse le armate di Nùmenor a invaderlo, sapendo che in caso di sconfitta il suo peggiore avversario, cioè Nùmenor stesso, sarebbe andato distrutto, permettendogli di governare la Terra senza avversari.

### Prima Era
Durante la Prima Era, i Noldor lasciarono il Reame Beato di Valinor (contro il consiglio dei Valar) per muovere guerra contro Morgoth, poiché aveva rubato i Silmaril, gemme magiche che racchiudevano la luce degli Alberi di Valinor. In questa guerra Sauron fu il principale servo di Morgoth, acquistando col tempo grande importanza. Sauron a quel tempo era un maestro di illusioni e cambiamenti di forma, e i suoi servi erano Draugluin (Signore dei Lupi Mannari, creati da Sauron) e Thuringwethil (il suo Araldo vampiro). Quando Morgoth lasciò Angband per corrompere i primi Uomini, Sauron diresse una guerra contro gli Elfi durante la quale conquistò l'isola di Tol Sirion, che divenne poi famosa come Tol-in-Gauroth, l'Isola dei Lupi Mannari. Dieci anni più tardi, Finrod Felagund, il Re di Nargothrond, e formalmente signore di Tol Sirion, morì per proteggere Beren nelle segrete di Tor-in-Gaurhoth; dopodiché Lúthien e Huan sconfissero Sauron e salvarono Beren dalle segrete dove fu gettato. Dopo la sconfitta inflittagli da Lúthien, Sauron non fu più protagonista degli eventi della Prima Era poiché la sua debolezza costò la perdita di un Silmaril del suo padrone, cambiando per sempre il destino di Arda. Dopo che Morgoth fu sconfitto durante la Guerra dell'Ira, Sauron si pentì (apparentemente) e pregò per la misericordia. Ma non era disposto a ritornare a Valinor per essere giudicato, quindi scappò e si nascose.

### Seconda Era
Dopo essere rimasto nascosto e inattivo per circa mille anni, durante la Seconda Era Sauron assunse un bell'aspetto, e si fece chiamare "Annatar", il Signore dei Doni, cercando di ingannare Elfi, Edain (gli Uomini amici degli Elfi) e Nani allo scopo di ottenere il potere. Avendo ancora mantenuto l'abilità di cambiare aspetto, si rese esteticamente piacente, vestito come un nobile consigliere sempre pronto a dispensare saggi suggerimenti.
Comprese subito che gli Uomini erano i più facili da irretire, sottovalutò i Nani, credendo che avrebbero ceduto subito alle lusinghe del potere, quando invece essi si rivelarono quanto mai resistenti.
Cercò costantemente di sedurre con le sue conoscenze gli Elfi, sapendo che tra i viventi nella Terra di Mezzo erano quelli con maggior potere. Sapendo anche che gli Elfi erano i più accorti e onesti, usò tutta la sua abilità di ingannatore, cambiando voce e mostrandosi come un signore benevolo e sapiente, ma non riuscì a ricevere la necessaria fiducia che desiderava; infatti, Gil-galad (Re Supremo dei Noldor) e Elrond il mezzelfo (figlio di Eärendil e futuro fondatore e signore di Gran Burrone) sospettavano che questo misterioso individuo avesse intenzioni meno nobili delle sue parole. In questo periodo Annatar si presentava come una sorta di pacificatore, e sosteneva che tutti i doni che elargiva con tanta generosità erano mirati a rendere più bella la Terra di Mezzo e a renderla simile a Valinor.
(Un estratto dei discorsi rivolti da Sauron/Annatar agli elfi; in Il Silmarillion, op. cit., p. 509)
Annatar riuscì infine a stringere amicizia con gli Elfi fabbri dell'Eregion, grazie al fatto che questi erano sempre avidi di nuove tecniche di fabbricazione dei gioielli (come anche i Nani). Con il suo aiuto gli Elfi dell'Eregion forgiarono svariati Anelli del Potere, (senza l'aiuto di Sauron, Celebrimbor forgiò Narya, l'anello di rubino, Nenya, l'anello di diamante e Vilya, l'anello di zaffiro) ma Sauron in segreto forgiò l'Unico Anello nel Monte Fato, fondendo in esso la maggior parte del suo potere e della sua volontà; con questo Anello, egli sarebbe stato in grado di dominare tutti gli altri Anelli del Potere e i loro padroni. Quando l'Oscuro Signore infilò al dito questo Unico Anello, però, i Noldor dell'Eregion, sentendone il potere, capirono di essere stati ingannati, e nascosero i tre Anelli realizzati da Celebrimbor (Narya, Nenya e Vilya), che Sauron non poteva controllare perché forgiati senza il suo aiuto. Egli desiderava però possedere questi Anelli più di tutti gli altri, perché grazie a essi avrebbe dominato le menti degli Elfi e controllato ciò che gli anelli potevano controllare (come ad esempio il mantenimento della pace e la conservazione della bellezza nei luoghi in cui erano presenti). Accortosi che il suo inganno era stato smascherato, Sauron invase quindi l'Eregion devastandolo; in questa guerra perse la vita anche Celebrimbor alle porte di Moria.
Sauron però riuscì a riprendersi molti Anelli del Potere, che poi distribuì tra vari re degli uomini e dei nani; mentre non impiegò molto tempo per sottomettere alla sua volontà gli umani, ancora una volta trovò più difficile schiavizzare i nani, ai quali gli anelli del potere non facevano alcun effetto negativo se non quello di renderli collerici quando non riuscivano a trovare sempre più ricchezze.
In questo periodo Sauron divenne "l'Oscuro Signore di Mordor", erigendo la Torre Oscura di Barad-dûr, vicino al Monte Fato, dove aveva forgiato l'Unico Anello; e formando massicce armate di Orchi e Uomini (principalmente Esterling e Sudroni). A causa di questo, verso la fine della Seconda Era, Sauron assunse nelle regioni più orientali della Terra di Mezzo (che erano state da lui sottomesse) il titolo di "Signore della Terra" e "Signore degli Uomini".
Quando Ar-Pharazôn usurpò il trono di Númenor, nell'anno 3255, vide il crescente regno orientale di Sauron come una minaccia. Quindi con una flotta veleggiò verso il porto di Umbar e vi approdò con un grandioso apparato di guerra.
I servi di Sauron che videro la flotta di Ar-Pharazon furono così sgomenti della potenza numenoreana da fuggire via impauriti; allora Sauron stesso, che aveva ancora un bell'aspetto, decise di umiliarsi prostrandosi a terra e implorando perdono agli uomini.
L'atto di sottomissione era stato congegnato da Sauron per ingannare il re umano, ma probabilmente egli provò vero timore di fronte alla gloria degli uomini.
Così Ar-Pharazon, che fra tutti i sovrani di Numenor fu il più potente e al contempo il più ambizioso, decise orgogliosamente e ingenuamente di imprigionare Sauron; l'oscuro signore approfittò della sfrontata arroganza del re per ingraziarselo, ben presto infatti ne conquistò la fiducia tanto da raggiungere il rango di sommo sacerdote.
Dapprima Sauron convinse Ar-Pharazon che egli era un sovrano troppo potente per poter dimorare solo in Numenor, incitandolo così a spadroneggiare sulle coste della Terra di Mezzo, soprattutto a Umbar; poi cominciò a diffondere tra la popolazione la paura della morte, che secondo Sauron era una maledizione imposta dagli invidiosi Valar; inoltre negò l'esistenza di Eru, affermando che l'unico vero Signore del Mondo risiedeva nel Vuoto, intrappolato dai malvagi dei; così Sauron continuò a obnubilare la già debole mente del re, incitandolo a istituire culti religiosi in adorazione di Morgoth e a perseguitare crudelmente gli infedeli, che spesso venivano offerti in sacrificio al loro dio malvagio; alla fine Sauron convinse il re che il popolo di Numenor si dovesse prendere con la forza ciò che i Valar gli aveva negato, cioè l'immortalità: allora Ar-Pharazon preparò il più grande esercito che mai si fosse visto in Arda e salpò verso Valinor.
Il piano di Sauron si fondava su una strategia che gli avrebbe garantito la vittoria in ogni caso. Da un lato, era possibile se non probabile che i Valar avrebbero distrutto Ar-Pharazon e il suo esercito, eliminando il più grande ostacolo alla conquista della Terra di Mezzo e del mondo "mortale". Dall'altro, se i Numenoreani avessero conquistato Valinor, lui ne sarebbe diventato il signore, e avrebbe poi conquistato ogni altro continente rimasto con la loro forza. Nel mezzo, se la guerra avesse danneggiato i Valar in modo pesante distruggendo gli stessi uomini dell'Ovest, Sauron non avrebbe più avuto avversari in grado di fermarlo nel suo piano di conquista del mondo intero come un Dio Re. Tolkien stesso, in una lettera usata anche come prefazione del Silmarillion, spiega che il piano di Sauron era un "real peril (since the Numenoreans directed by Sauron could have wrought ruin in Valinor itself)". Sauron era così sicuro del proprio successo che si proclamò “Re del Mondo” e "Re dei Re". Tuttavia, Sauron aveva dimenticato un dettaglio cruciale, ovvero che i Valar non avevano potere diretto sui Figli di Eru: per evitare una guerra, decisero di rinunciare al titolo di guardiani del mondo e invocare Ilúvatar.
Eru distrusse la flotta del Re e seppellì Ar-Pharazon e il suo esercito nelle Grotte degli Obliati. Allo stesso tempo Númenor fu sprofondata nel mare e le Terre Occidentali vennero separate dal mondo. Nella distruzione della Terra del Dono, Sauron perse la sua forma corporea e con essa tutte le energie che aveva impiegato per conquistare i Numenoreani. Da allora non fu più in grado di assumere una forma fisica gradevole, affidandosi unicamente all'Anello per sottomettere i suoi alleati.
Un gruppo di Númenóreani fedeli ai Valar furono salvati dai Valar stessi durante la distruzione dell'isola di Númenor e giunsero alla Terra di Mezzo, dove fondarono i Regni di Arnor e di Gondor. Questi Uomini, guidati da Elendil l'Alto, e dai suoi figli Isildur e Anárion, si allearono con il Re degli Elfi, Gil-galad, e insieme attaccarono Sauron e, dopo una lunga guerra, lo sconfissero, nonostante Elendil e Gil-galad fossero periti nello scontro con Sauron. Isildur, figlio di Elendil, prese la spada del padre e colpì Sauron che era stato gravemente ferito, gli tagliò il dito in cui portava l'Anello e lo tenne per sé. Ma l'Anello si volle liberare di Isildur, che morì per mano degli Orchi, nei pressi dei Campi Iridati. Allora l'Anello finì nelle acque dell'Anduin e non se ne seppe più nulla per secoli.
Sauron perse quasi tutto il suo potere, vagando come spirito impietoso e terribile per moltissimo tempo.

### Terza Era
Durante la Terza Era della Terra di Mezzo, Sauron crebbe di nuovo in potere, prima in una fortezza chiamata Dol Guldur, il Colle di Stregoneria, nel Bosco Atro meridionale. A Dol Guldur fu conosciuto come il "Negromante", e gli Elfi non capirono subito che si trattava di Sauron, ma pensarono si trattasse di uno dei Nazgûl, forse il Re stregone di Angmar in persona. Allora Gandalf lo stregone si recò a Dol Guldur e scoprì la verità, e spinse il Consiglio ad attaccare Dol Guldur. Ma il Bianco Consiglio era presieduto da Saruman, che voleva per sé l'Anello, e che era convinto che il potere dell'Anello si sarebbe rivelato da sé. Più tardi, invece, Saruman scoprì che i servitori di Sauron ispezionavano l'Anduin nei pressi di Campo Gaggiolo e che Sauron era quindi al corrente della fine di Isildur. Allora ordinò di attaccare Dol Guldur, perché voleva impedire a Sauron di trovare l'Anello. Sauron, nel frattempo, tornò a Mordor, dove ricostruì Barad-dûr e ordinò di occupare Dol Guldur. Fortificò Mordor e si preparò alla guerra contro Gondor e gli Elfi.
Sauron creò enormi armate di Orchi. Si alleò con gli Uomini mercenari dell'Est (Rhûn) e del Sud (Harad). Chiamò a sé i suoi più temibili servitori, i Nazgûl, o "Schiavi dell'Anello", ognuno soggiogato da uno dei Nove Anelli. Sauron adottò il simbolo dell'Occhio rosso senza palpebre, divenuto simbolo di potere e paura per tutta la Terra di Mezzo.
Ma fu sconfitto quando il suo Unico Anello, trovato da Bilbo Baggins l'Hobbit, fu gettato nella Voragine del Fato sull'Orodruin, il Monte Fato, a Mordor, nelle stesse fiamme dalle quali fu forgiato. Il Portatore dell'Anello, Frodo Baggins, fallì all'ultimo, non riuscendo a resistere al potere dell'Anello nel luogo stesso della sua creazione; ma un precedente possessore dell'Anello, Gollum, un Hobbit degenere, salvò la missione recuperando l'Anello in un disperato tentativo di riprenderselo, e cadendo nella Voragine insieme ad esso dopo una breve colluttazione con Frodo. Fu l'ultimo atto di Gollum contro Frodo che portò alla sicura sconfitta di Sauron, per sempre. Il potere di Sauron venne meno, e la sua potenza nella Terra di Mezzo cessò, e le creature animate dal suo spirito furono come private della forza interiore che le guidava. Il suo spirito divampò sopra Mordor come una malefica nuvola nera, ma fu spazzato via da un potente vento dall'Ovest, e Sauron perse i suoi poteri. Tuttavia, con la distruzione dell'Unico nella voragine dell'Orodruin Sauron non morì, anche se il suo potere scomparve, ma il suo spirito rimase ad aleggiare su Arda, impossibilitato a ricostruire un corpo materiale. Mandos, Vala della morte e del destino, tuttavia affermò che Sauron, prima della fine del mondo, sarebbe riuscito ad acquistare nuovamente un corpo, così da partecipare alla Dagor Dagorath.

## Descrizione

### Aspetto

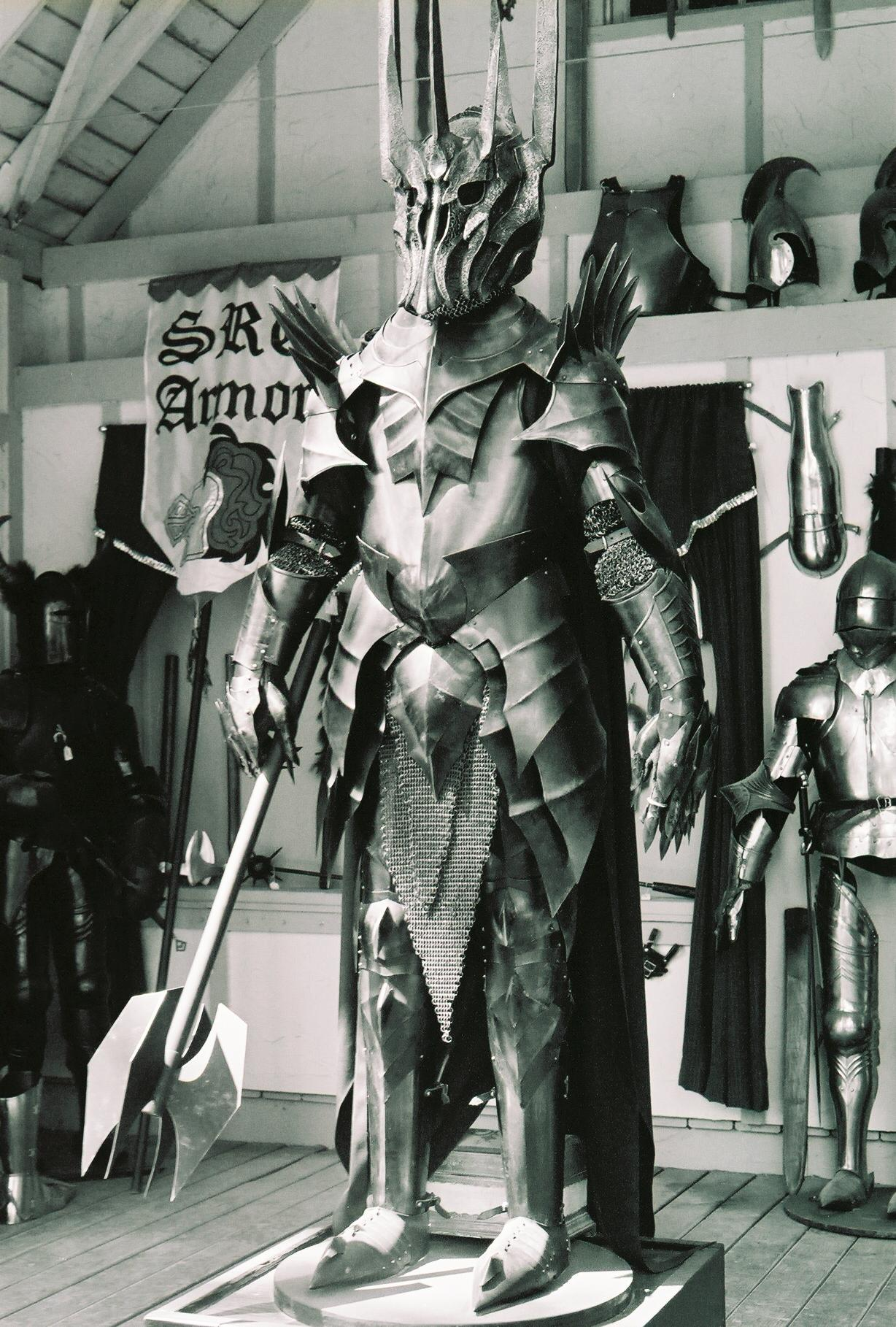
Una replica dell'armatura di Sauron utilizzata nel film di Peter Jackson

Dalla sua creazione fino alla Seconda Era, Sauron / Mairon aveva un corpo bello a vedersi. Era in grado di assumere molteplici forme, a seconda delle proprie esigenze. Ad esempio, per ingannare Elfi, Edain (Umani) e Nani, assunse un bell'aspetto, e si fece chiamare "Annatar" (Signore dei Doni), anche se preferiva la forma di un lupo nero. Dopo la distruzione del reame di Numenor Sauron perse la sua abilità di assumere una forma fisica bella e divenne «nero e orrendo», non più in grado di nascondere le sue vere intenzioni al mondo. Dopo la sua sconfitta a causa di Gil-Galad ed Elendil e la perdita dell'Unico Anello, Sauron perse molta della sua forza e così anche la capacità di assumere forma fisica, anche se sopravvisse grazie all'anello.
Ne Il Signore degli Anelli, Sauron viene identificato con il simbolo del Grande Occhio infuocato. La sola vista dell'occhio provoca grande terrore, come accade a Frodo mentre lo osserva nello Specchio di Galadriel. L'Occhio viene descritto in questo modo da Frodo:
Nell'adattamento cinematografico di Peter Jackson, Saruman, durante una discussione con Gandalf, descrive l'Occhio di Sauron come «un grande occhio, senza palpebre, avvolto nelle fiamme».
Nonostante Tolkien scriva che Sauron appaia nella Terza Era solo nella figura di Occhio infuocato, nel testo appaiono alcuni indizi che fanno intuire che forse l'Oscuro Signore era in grado di assumere una forma umana, benché sgradevole e oscura (come accadde dopo la caduta di Numenor in cui perì il suo corpo gradevole simile a quello di un Elfo o di un Uomo), e forse anche debole fisicamente (ma non spiritualmente, dato che manteneva gran parte dei suoi poteri magici) visto che Gollum, che era stato prigioniero a Mordor, parla di un Sauron con "quattro dita sulla mano nera", indicando che forse lo aveva visto. Anche Aragorn e Pipino, che lo videro nel Palantír, non parlano di un Occhio ma di un "lui" generico. Inoltre ne Le due Torri gli orchi Gorbag e Shagrat dicono che o avrebbero portato il prigioniero Frodo a Barad-dûr o sarebbe venuto "lui" in persona a vedere il prigioniero.

### Personalità
Sauron è un essere di pura malvagità, intelligente, sadico e aggressivo. In origine era un essere buono e gentile, ma divenne malvagio dopo essersi unito a Melkor. Rimane totalmente fedele a quest'ultimo fino alla sua scomparsa, pur non condividendone gli ideali. Infatti, mentre Melkor voleva distruggere la Terra di Mezzo e i suoi abitanti, incluse le opere dei Valar, Sauron vuole conquistarla e dominarla. Anzi, i suoi piani erano molto più ampi negli orizzonti: egli voleva conquistare e governare il mondo intero, diventando un Dio Re e facendosi tributare onori divini oltre al potere temporale. Non a caso nella Seconda Era si autoproclamò “Re del Mondo” e “Signore di Arda”. Per questo motivo inviò Ar-Pharazon contro Aman, puntando in caso di vittoria alla conquista delle Terre Beate e del mondo, in caso di sconfitta alla completa distruzione del suo avversario più potente.. Sauron è in grado di tessere trame e può facilmente accattivarsi la benevolenza delle altre razze della Terra di Mezzo, dimostrandosi così un bravissimo ingannatore. Ciò è in parte dovuto alla sua abilità di assumere qualsiasi forma e ad una grande capacità oratoria. Nella Seconda Era, ad esempio, assunse le sembianze di "Annatar", il Signore dei Doni, cercando di ingannare Elfi, Edain (Umani) e Nani, e successivamente creò l'Unico Anello proprio per dominare tutti gli anelli magici sulla Terra di Mezzo.

### Nomi e titoli
"Sauron" è un nome quenya, che può essere tradotto con l'Aborrito. In Sindarin, era invece chiamato Gorthaur il Crudele (Da gor "orrore" e da thaur "abominevole"). Il nome originale è Mairon "l'Ammirabile". Anche dopo essere stato corrotto continuò a farsi chiamare Tar-Mairon ("Re Eccellente") fino alla caduta di Númenor. Gli elfi lo chiamarono anche Annatar, cioè "signore dei doni" quando egli li aiutò a fabbricare gli Anelli. In un passo del Quenta Silmarillion Sauron è nominato Thû, signore dei Mannari. I Dúnedain lo chiamarono "Sauron l'Ingannatore" a causa del suo ruolo durante la caduta di Númenor e la forgiatura degli Anelli del Potere. I suoi più famosi titoli, l'"Oscuro Sire di Mordor" e il "Signore degli Anelli" appaiono solo qualche volta nei libri. Gli altri titoli (come "il Nemico" o "La Mano Nera") sono simili a quelli di Morgoth. Sauron si faceva divinizzare dai propri sudditi, essendo il suo ultimo intento quello di diventare il Dio Re del mondo.

## Altri media

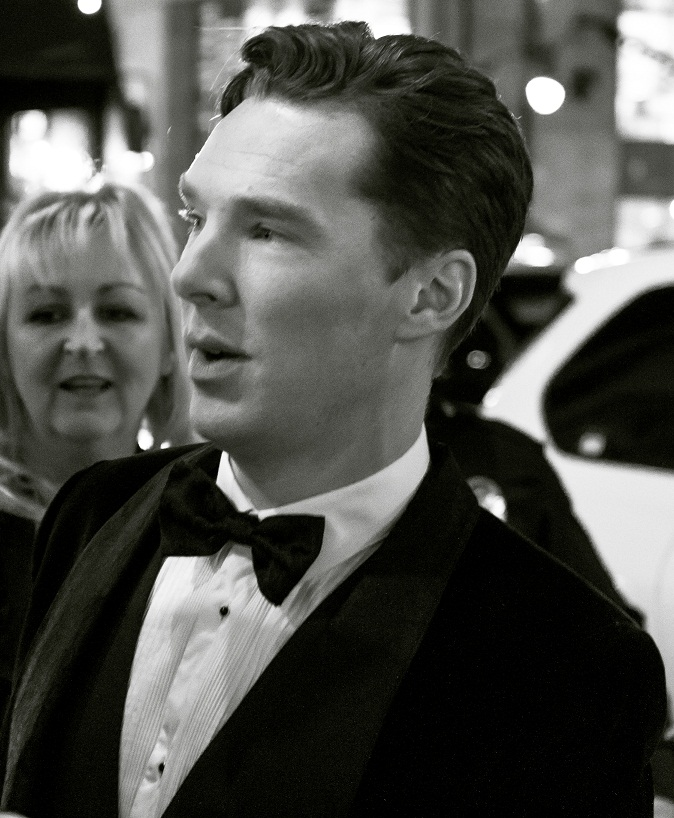
Benedict Cumberbatch alla prima del film Lo Hobbit - La desolazione di Smaug a Los Angeles.

Sauron è apparso in molti adattamenti cinematografici e radiofonici de Il Signore degli Anelli. Il primo adattamento è quello prodotto dalla BBC Radio nel 1956, in cui Sauron era doppiato da Felix Felton, che però non riscosse il successo sperato; persino Tolkien rimase deluso dell'opera.
Nella versione a cartoni del 1978 Sauron appare in forma fisica nel prologo mentre forgia l'Unico e durante il combattimento con Isildur. Il personaggio non è animato, ma è stato interpretato da un attore attraverso il rotoscopio, una tecnica di animazione utilizzata per creare un cartone animato in cui le figure umane risultino realistiche. Il disegnatore ricalca le scene a partire da una pellicola filmata in precedenza. Nel film prodotto da Rankin/Bass, Il ritorno del re, Sauron compare solamente con le sembianze dell'Occhio.
Nella trilogia de Il Signore degli Anelli di Peter Jackson, il ruolo di Sauron è interpretato da Sala Baker (solo nel prologo del primo film) e doppiato da Alan Howard. Nel prologo de La Compagnia dell'Anello, Sauron compare in forma fisica, durante il combattimento con Isildur: è un uomo alto e forte, ma è totalmente ricoperto da un'armatura, e combatte con l'ausilio di una mazza. L'aspetto di Sauron è stato progettato da John Howe che si è ispirato alle illustrazioni raffiguranti Morgoth. Nelle altre apparizioni, invece, Sauron compare nelle sembianze dell'Occhio. Nella sceneggiatura originale de Il ritorno del Re, Sauron compariva, prima con l'aspetto di Annatar e poi con quello che aveva nel prologo del primo film, durante la battaglia al Cancello Nero e affrontava Aragorn. Durante la post-produzione si decise di tagliare digitalmente il personaggio di Sauron e di sostituirlo con un Troll.
Nella trilogia de Lo Hobbit, sempre diretta da Peter Jackson, il ruolo di Sauron è doppiato e interpretato attraverso la motion capture dall'attore britannico Benedict Cumberbatch. Sebbene venga solo menzionato nel libro, nella trilogia cinematografica Sauron ha un ruolo importante: i film di Peter Jackson, infatti, mostrano i primi tentativi dell'Oscuro Signore di piegare al suo volere i popoli della Terra di Mezzo.
Nei vari videogiochi del Signore degli Anelli compare sia come l'Occhio che in armatura - in alcuni casi anche giocabile. In Guardians of Middle-earth il suo design in armatura viene rielaborato, apparendo più grande e con la padronanza del fuoco. In La Terra di Mezzo: L'ombra di Mordor e nel suo sequel La Terra di Mezzo: L'ombra della guerra Sauron compare come Annatar e con la sua armatura.

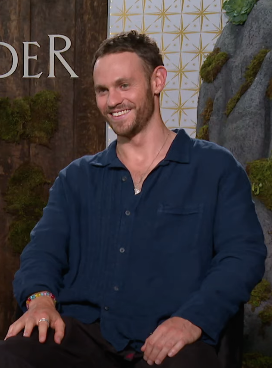
Charlie Vickers, interprete di Sauron nella serie Il Signore degli Anelli - Gli Anelli del Potere.

Nella serie televisiva prodotta da Prime Video, Il Signore degli Anelli - Gli Anelli del Potere, Sauron è l'antagonista principale. Nella prima stagione è interpretato dall'attore Charlie Vickers, il quale ha rivelato di aver scoperto solo a riprese in corso che avrebbe dovuto interpretare l'Oscuro Signore. In due scene della prima stagione, in cui è interamente coperto con l'armatura, Sauron è realizzato in CGI. All'inizio della storia, Sauron sembra essere sia stato ucciso dall'orco Adar, ma in realtà è vivo e vegeto sotto le sembianze dell'umano Halbrand. Con questo aspetto, l'Oscuro Signore fa credere a tutti di essere il re delle terre del Sud (dove sorgerà la nuova Mordor) e si guadagna prima la fiducia di Galadriel e poi, nell'Eregion, di Celebrimbor. Una volta al cospetto di quest'ultimo, Sauron consiglia all'elfo come creare gli anelli degli elfi, ma è costretto a fuggire quando Galadriel scopre il suo inganno. 
Nel prologo della seconda stagione, Sauron è interpretato da Jack Lowden. Con queste sembianze si autoproclama nuovo Oscuro Signore e ordina a gli orchi di seguirlo. Adar lo uccide apparentemente, ma Sauron riesce a sopravvivere e a riprendere forma fisica, diventando Halbrand e compiendo le azioni raccontate nella prima stagione. Successivamente, Sauron torna da Celebrimbor, rivelando di essere un inviato di Valinor: assume, dunque, le sembianze di Annatar, il signore dei doni (sempre interpretato da Vickers) e consiglia all'elfo di realizzare anelli per gli uomini e per i nani.

## Accoglienza
Sauron ha ricevuto critiche molto positive ed ha ispirato antagonisti di altri cicli di romanzi: Randall Flagg della serie di romanzi scritta da Stephen King e forse Shai'tan della serie di romanzi La Ruota del Tempo di Robert Jordan e Lord Voldemort della serie di romanzi di Harry Potter.
Il cantante polacco Wojciech Wąsowicz si è soprannominato Sauron in onore del personaggio..
Il personaggio di Sauron è stato parodiato in alcuni sketch e serie animate. Nella serie I Griffin (Family Guy) nell'episodio Sibling Rivalry c'è una scena in cui l'Occhio di Sauron, doppiato in lingua originale da Seth MacFarlane, si lamenta della perdita della sua lente a contatto.. Nel fumetto X-Men compare un mutante di nome Sauron, il cui nome è un chiaro omaggio all'omonimo personaggio ideato da Tolkien. Nella serie di romanzi Death Day di William Dietz compare una razza aliena chiamata proprio Sauron.